# Dudu Biton
David Biton, detto Dudu (in ebraico דודו ביטון‎?; 1º marzo 1988), è un ex calciatore israeliano, di ruolo attaccante.

## Carriera

### Club
Ha fatto il suo debutto tra i professionisti il 12 maggio 2006 nella partita contro il Ihud Bnei Sakhnin.
Segna il suo ultimo gol con l'Hapoel Ra'anana l'8 maggio 2010 nella vittoria casalinga per 2-0 contro il Maccabi Ahi Nazaret. Gioca la sua ultima partita con il club il 15 maggio 2010 nel pareggio fuori casa a reti bianche contro l'Hapoel Petah.
Il 16 luglio 2010 firma con l'Hapoel Petah, cinque giorni dopo debutta segnando il suo primo gol nella sconfitta fuori casa per 3-1 contro l'Hapoel Ashkelon. Segna la sua ultima doppietta con l'Hapoel Petah il 19 dicembre 2010, dove aggiudica alla squadra la vittoria casalinga contro l'Hapoel Haifa. Gioca la sua ultima partita con l'Hapoel Petah il 2 gennaio 2011 nella sconfitta fuori casa per 0-2 contro l'Hapoel Ashkelon.
IIl 4 gennaio 2011 firma per lo Charleroi. Debutta con lo Charleroi il 29 gennaio 2011 nella sconfitta fuori casa per 1-0 contro il Lierse. Segna il primo gol col club belga il 5 febbraio 2011 nella vittoria casalinga per 2-0 contro lo Zulte Waregem. Gioca l'ultima partita con lo Charleroi il 23 aprile 2011 nel pareggio casalingo per 2-2 contro l'Eupen, dove segna il gol del pareggio finale.
La stagione successiva va in prestito al Wisla Cracovia. Debutta con i nuovi compagni il 13 luglio 2011 nella vittoria fuori casa per 0-1 contro lo Skonto in Champions League. Debutta in Ekstraklasa il 30 luglio 2011 nel pareggio fuori casa per 1-1 contro il Widzew Łódź, dove mette a segno il gol del risultato definitivo. Segna l'ultimo gol con il Wisla Cracovia il 17 marzo 2012 nel pareggio fuori casa per 2-2 contro il GKS Bełchatów. Gioca la sua ultima partita nel club il 3 maggio 2012 nella sconfitta fuori casa per 2-0 contro il Górnik Zabrze, subentrando al 64' a Łukasz Garguła.
L'11 giugno 2012 si trasferisce allo Standard Liegi, firmando un contratto quadriennale.

## Palmarès

### Club

#### Competizioni nazionali
- Campionato cipriota: 1

APOEL: 2012-2013